# أثينا

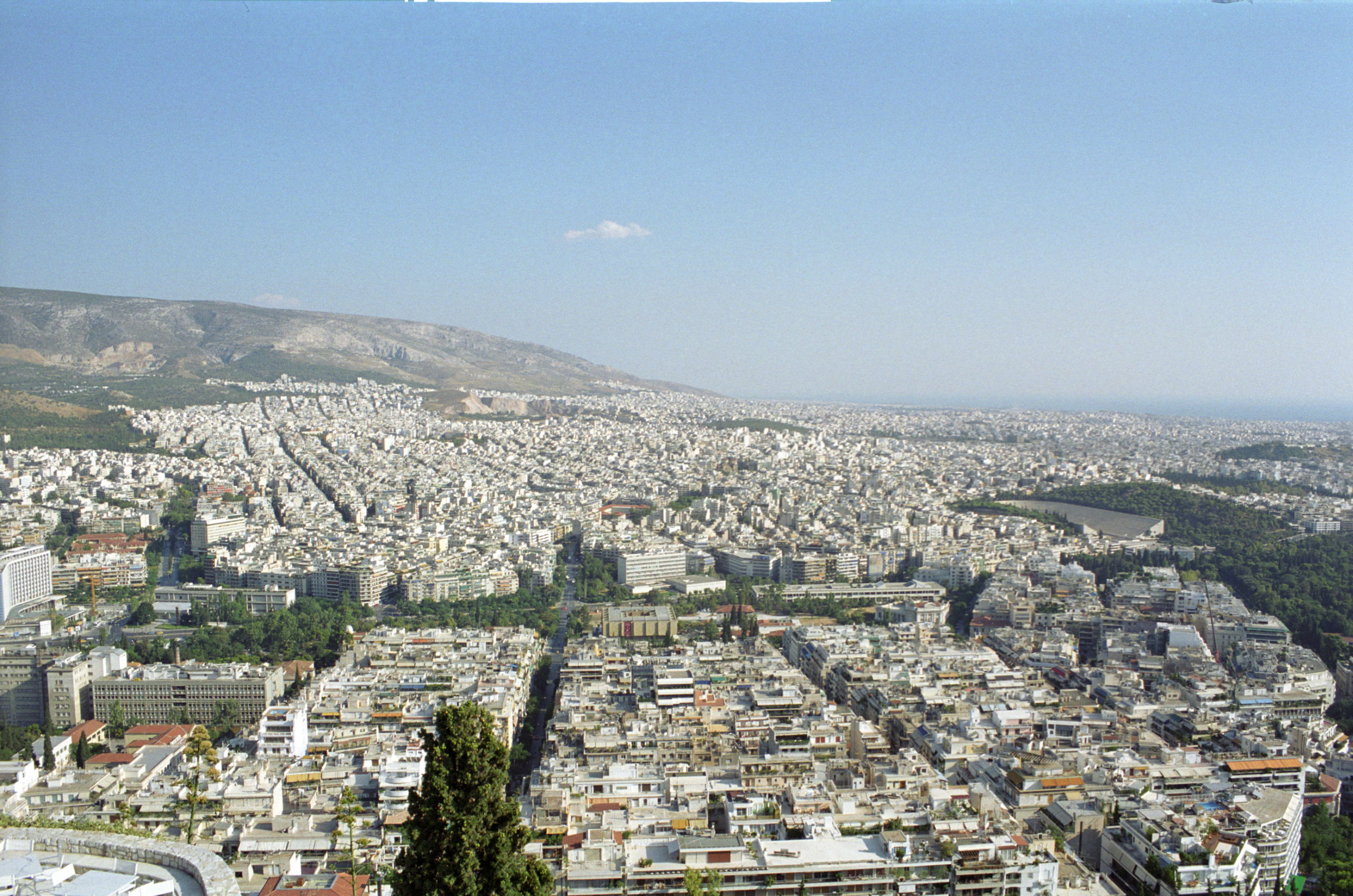
مشهد عام للمدينة من سفح هضبة مجاورة

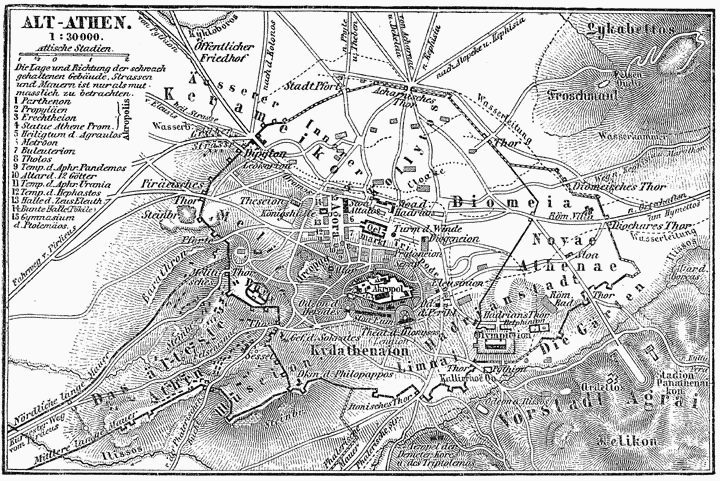
خارطة قديمة لأثينا (1888)

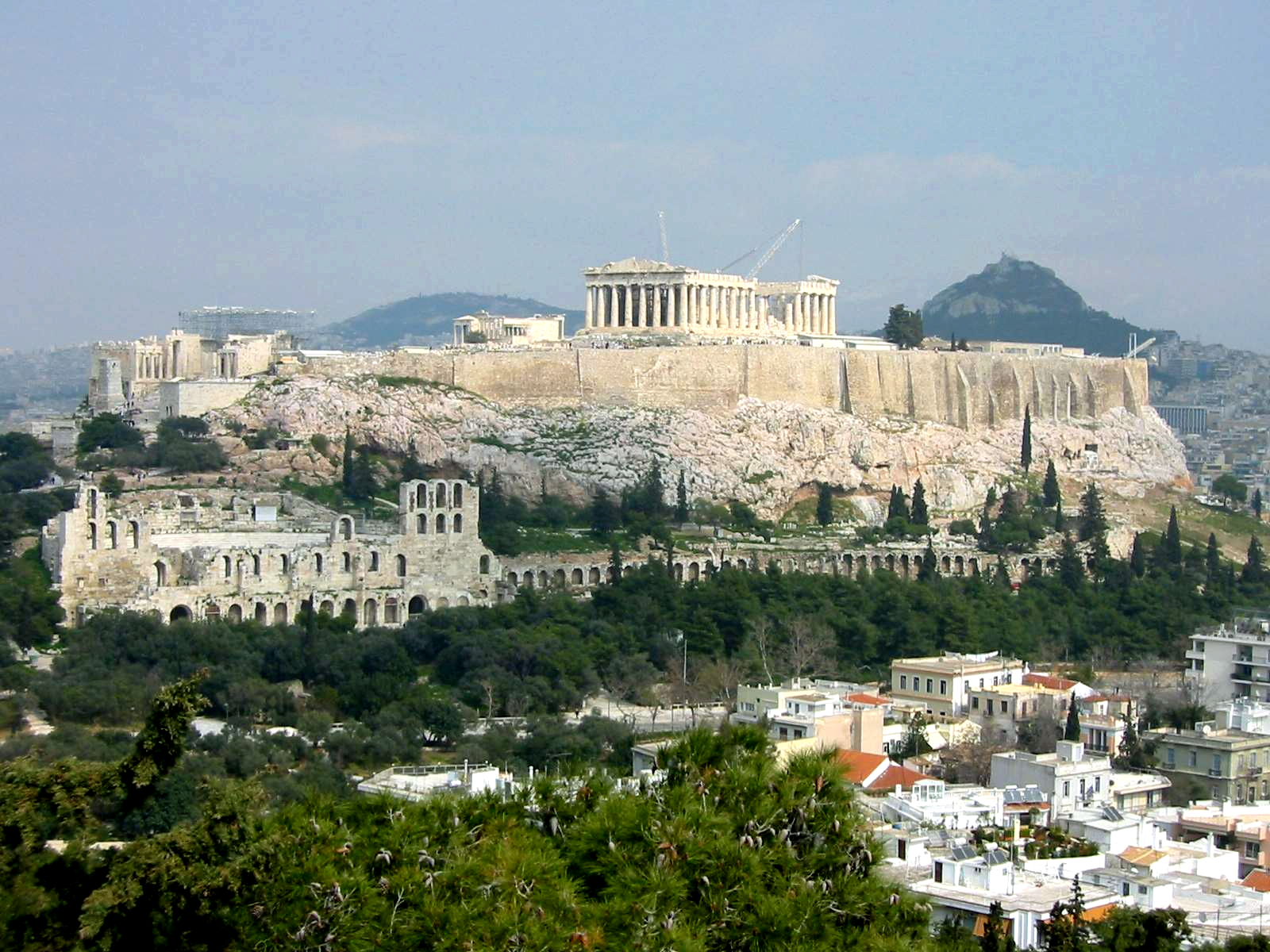
الأكروبوليس

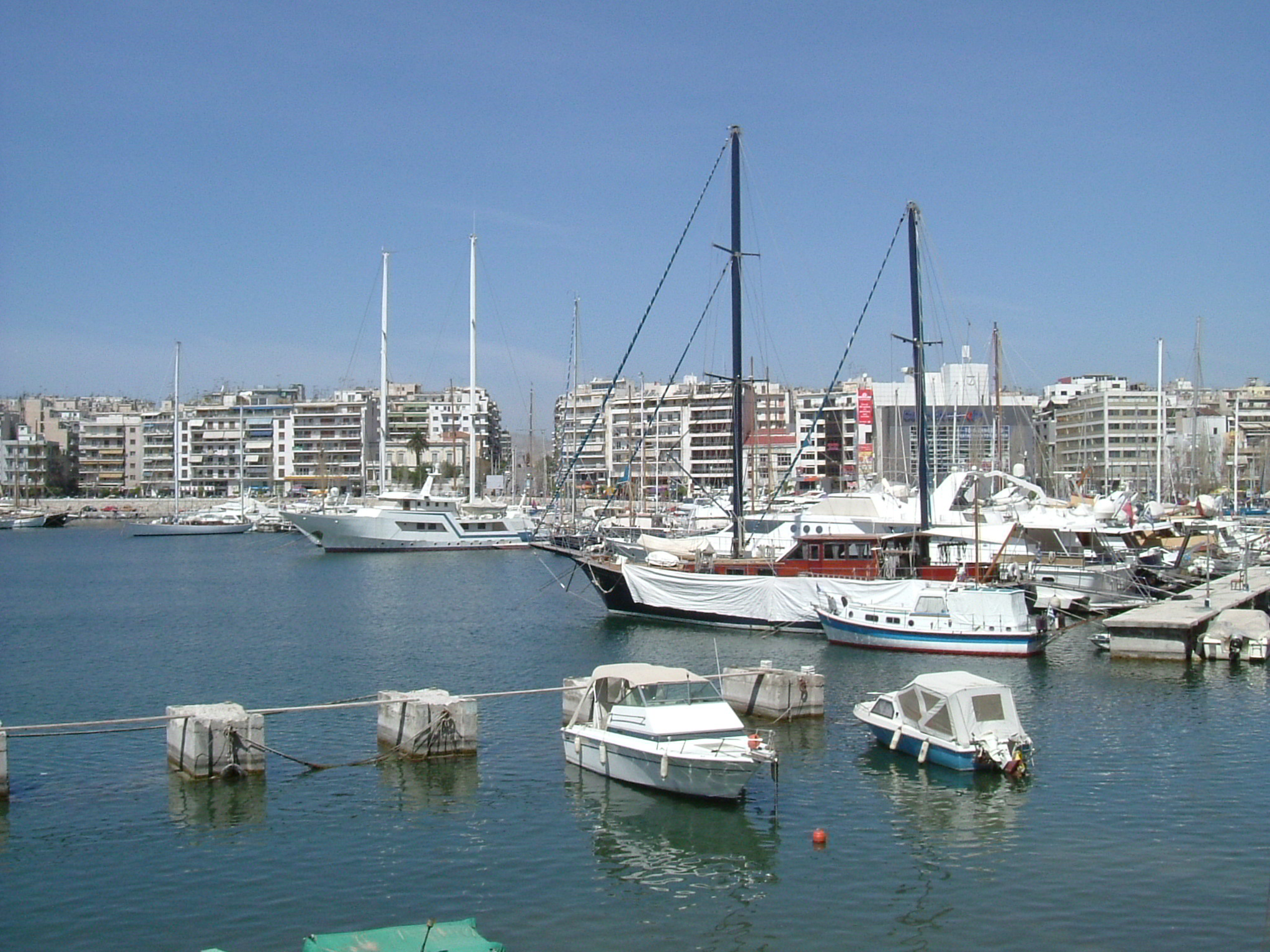
ميناء بيرايوس

مدينة أثينا أو أثينة (باليونانية: Αθήνα) هي عاصمة اليونان وأكبر مدنها. وقد أسماها العرب مدينة الزيتونة ومدينة الحكماء. تهيمن أثينا على منطقة أتيكا وهي واحدة من أقدم المدن في العالم، ويمتد تاريخها المسجل إلى أكثر من 3400 عام، ويبدأ الوجود البشري فيها ما بين الألفية الحادية عشرة والسابعة قبل الميلاد. ويعود اسم المدينة إلى أثينا إلهة الحكمة الإغريقية. تقع أثينا في جنوب اليونان على سهل أتيكا بين نهري إليسوس وكيفيسوس، مُحاطة من ثلاثة جهات بقمم جبال هي هيميتو (1,026 متراً) وبينديلي (1,109 متراً)، وبارنيثاس (1,413 متر). تطل من الجهة الرابعة على خليج سارونيكوس الواصل إلى البحر الأبيض المتوسط.
كانت أثينا الكلاسيكية «دولة مدينة» قوية ظهرت بالتزامن مع تطور البحر في ميناء بيرايوس. وكانت أثينا مركزاً للفنون والتعلم والفلسفة، وموطن أكاديمية أفلاطون وليقيون أرسطو، ويُشار إليها على نطاق واسع بأنها مهد الحضارة الغربية وموطن الديمقراطية، ويرجع ذلك إلى حد كبير إلى تأثيرها الثقافي والسياسي على القارة الأوروبية، وخاصةً الرومان. في العصر الحديث، تُعد أثينا حاضرة عالمية كبرى ومهمة للحياة الاقتصاديّة والماليَّة والصناعيَّة والبحريَّة والسياسيَّة والثقافيَّة في اليونان.
أثينا هي مدينة عالمية وواحدة من أكبر المراكز الاقتصادية في جنوب شرق أوروبا. ولدى المدينة قطاع مالي كبير، وتضم ميناء بيرايوس أكبر ميناء للركاب في أوروبا، وثاني أكبر ميناء في العالم. بينما في الوقت نفسه سادس أكثر الموانئ ازدحاماً في أوروبا. وبلغ عدد سكان بلدية أثينا حوالي 729,137 نسمة، وحوالي 3,753,726 نسمة مع ضواحيها والمناطق المجاورة (إحصاءات يناير 2005). وفقًا ليوروستات في عام 2011، كانت المنطقة الحضرية الكبرى بأثينا هي المنطقة التاسعة الأكثر اكتظاظًا بالسكان في الاتحاد الأوروبي (وسادس عاصمة في الاتحاد الأوروبي)، حيث بلغ عدد سكانها 3.8 مليون شخص. وأثينا هي أيضاً عاصمة الجنوب في البر الأوروبي.
لا يزال تراث الحقبة الكلاسيكية واضحاً في المدينة، والتي تمثلها المعالم الأثريَّة والأعمال الفنية القديمة، وأشهرها البارثينون، التي تُعتبر معلماً رئيسياً للحضارة الغربية المبكرة. وتحتفظ المدينة أيضاً بالآثار الرومانية والبيزنطية، بالإضافة إلى عدد أقل من الآثار العثمانية. أعلنت أثينا عام 1985 كأول عاصمة ثقافية لأوروبا. أثينا هي موطن لإثنين من مواقع التراث العالمي لليونسكو، حيث أضيف الأكروبولس عام 1987 ودير دافني عام 1990 في أثينا إلى قائمة اليونسكو للتراث العالمي. تشمل معالم العصر الحديث، التي يعود تاريخها إلى تأسيس أثينا كعاصمة للدولة اليونانية المستقلة في عام 1834، البرلمان اليوناني، وما يسمى في «ثلاثية الهندسة المعمارية في أثينا»؛ والتي تتألف من المكتبة الوطنية اليونانية وهي المكتبة الوطنية، وجامعة كابوديستريان في أثينا وأكاديمية أثينا. تضم أثينا أيضًا العديد من المتاحف والمؤسسات الثقافية، مثل المتحف الآثار الوطني، والذي يضم على أكبر مجموعة من الآثار اليونانية القديمة في العالم، ومتحف الأكروبوليس، ومتحف الفنون السيكلادية، ومتحف بيناكي والمتحف البيزنطي والمسيحي. كانت أثينا المدينة المضيفة لأول ألعاب أوليمبية حديثة في عام 1896، وبعد 108 عاماً، رحبت استضافت الألعاب الأولمبية الصيفية 2004، مما جعلها واحدة من حفنة من المدن التي استضافت الألعاب الأولمبية أكثر من مرة.
اول دوله ديمقراطيه عرفها التاريخ كانت اليونان ولكنها لم تكن ديموقراطية صالحه بل كان ينتشر فيها الفساد

## أصل الاسم

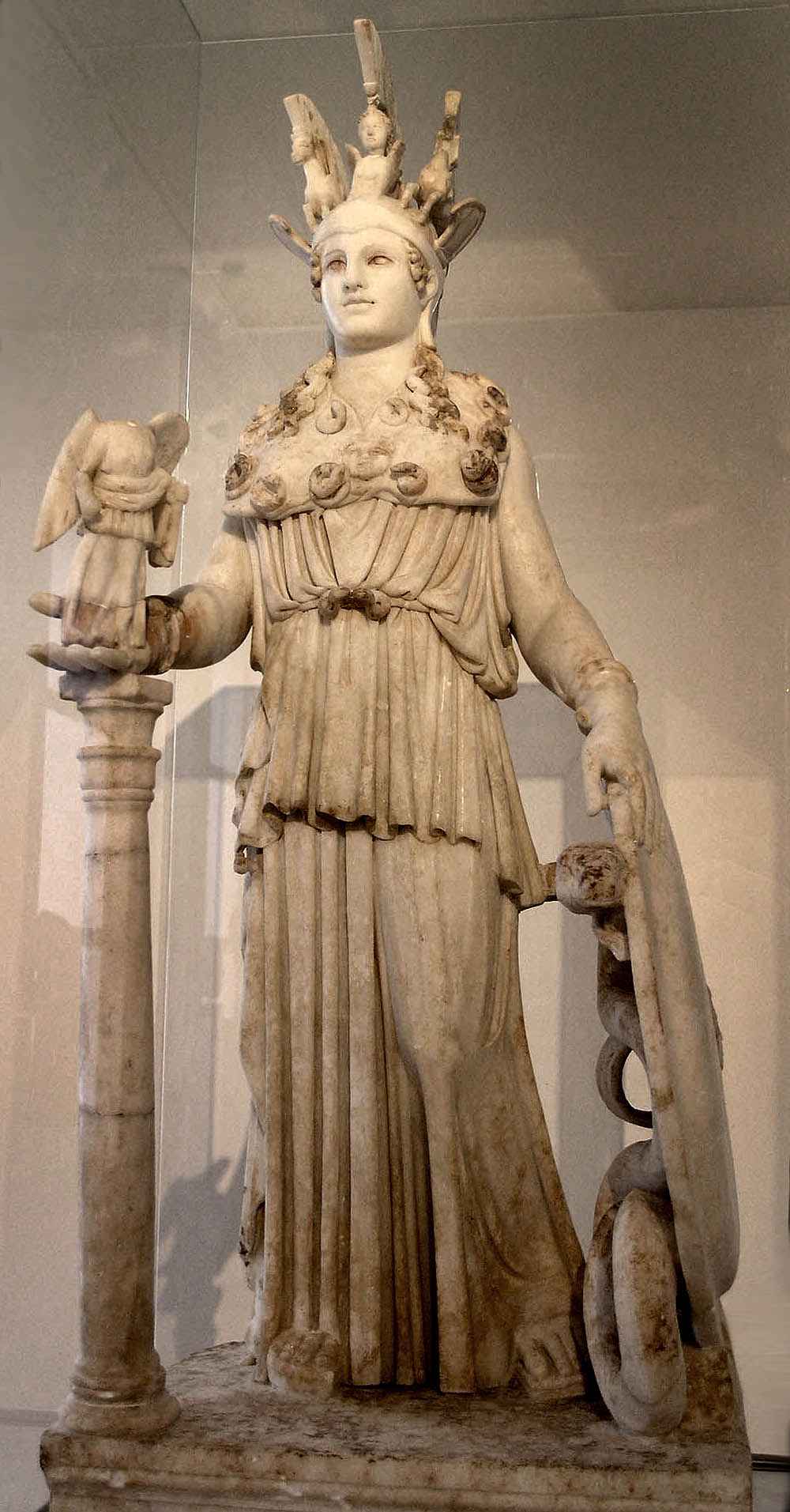
تمثال أثينا (ميثولوجيا)

في اللغة الإغريقية القديمة كان اسم أثينا هو
(Ἀθῆναι (Athēnai 'أثيني' (تلفظ الياء ما بين الألف والياء) وهو بصيغة الجمع. ولكن في اللغة الإغريقية الأقدم من ذلك كإغريقية هوميروس مثلا، كان الاسم بصيغة المفرد
Ἀθήνη (Athēnē)
وتم تحويله للجمع لاحقا كما الحال في كلمات
(Θῆβαι (Thēbai و (Μυκῆναι (Μukēnai 'مايكناي'.
من المرجح أن أصل الكلمة ليس إغريقيا أو هندو-أوروبيا ومن الممكن أن يكون من بقايا الأساس اللغوي ما قبل الإغريقي [الإنجليزية] القادم من أتيكا، كما في اسم الآلهة أثينا
(في اللغة الأتيكية [الإنجليزية] : Ἀθηνᾶ ـ Athēnā) والتي طالما ارتبط اسمها باسم العاصمة أثينا.
في العصور الوسطى تحول اسم المدينة مرة أخرى إلى صيغة المفرد Ἀθήνα أثينا. ولكن بسبب تحفّظ اللغة المكتوبة، بقي اسم المدينة Ἀθῆναι أثيني (تلفظ الياء مابين لفظ الألف والياء). استمر الحال على ذلك حتى إلغاء الكاثاريفوسا [الإنجليزية] في السبعينيات من القرن العشرين، عندها أصبح أثينا Ἀθήνα هو الاسم الرسمي للمدينة.
قُدّمت بعض الاقتراحات الأخرى عن جذر التسمية من بعض الباحثين في القرن التاسع عشر.كريستيان لوبيك [الإنجليزية] اقترح أن جذر الاسم هو كلمة ἄθος ـ آثوس بمعنى الزهرة، ليرمز للمدينة على أنها مدينة «مزدهرة». من ناحية أخرى اقترح لودفيش دوديرلين [الإنجليزية] أن يكون جذر الاسم هو جذر الفعل θάω ـ thaō بمعنى 'يمتص' ليرمز على أن للمدينة تربة خصبة.
توجد أسطورة إغريقية عن سبب تسمية أثينا بهذا الاسم. وكانت هذه الأسطورة رائجة بين الأثينيين القدماء حتى أنها كانت ممثلة بمنحوتة على الواجهة الغربية للبارثينون. تقول الأسطورة أن كلا من الآلهة أثينا (ميثولوجيا) وبوسايدون طلبا أن يكونا أسيادا للمدينة ويطلقا اسميهما على المدينة، فتنافسا لنيل هذا الشرف، بعرض هذية على المدينة من كل منهما. أخرج بوسايدون نبع مياه مالحة بضربه للأرض برمحه ثلاثي الشعب ليجسد قوة البحار. بينما تقول أساطير أخرى أنه قدم للمدينة جيادا كونها من زبد البحر. على الناحية الأخرى تقول الأسطورة أن أثينا خلقت شجرة الزيتون وقدمتها للمدينة لتكون رمزا للسلام والازدهار. قبل الأثينيون بقيادة حاكمهم كيكروبس شجرة الزيتون وسموا المدينة على اسم الآلهة أثينا.
يشار إلى المدينة أحيانا بلقبها اليوناني τὸ κλεινὸν ἄστυ والذي يعني 'المدينة العظيمة'، أو η πρωτεύουσα (بروتيفوسا) 'العاصمة'.

## التاريخ

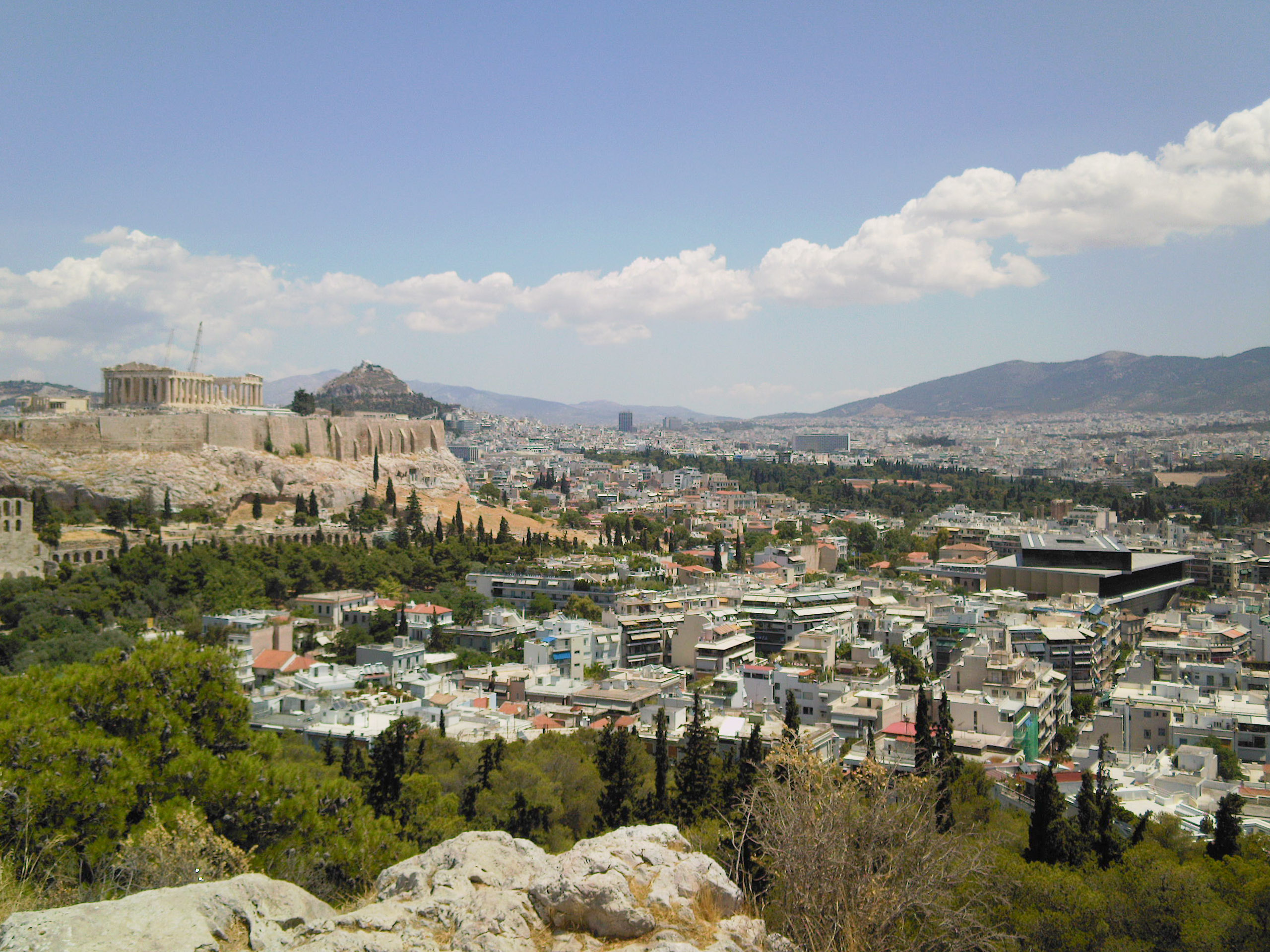
متحف أكروبوليس

اثينا هي عاصمة اليونان وأكبر مدنها، تُهيمن على إقليم «أتيكا» ويعود تاريخها الموثق إلى 3,400 سنة تقريباً مما يجعلها من أقدم المدن في العالم. لا يزال تراث المدينة الذي يرجع إلى عصر «أثينا الكلاسيكي» جلياً إلى حدٍ كبير بفضل النُصب القديمة والاكتشافات الأثرية والمتاحف والأعمال الفنية العديدة. وبجانب ثرائها التاريخي، فإن «أثينا» مدينةٌ عصريةٌ حديثة تضم المطاعم والمقاهي والمتاجر الفاخرة وأماكن التجمُعات المختلفة، حيث يجد الزائر عند كل ركنٍ من أركان المدينة شيئاً مشوقاً يثير الفضول والمُتعة. شيدت أثينا حول التلال الصخرية للأكروبوليس. وكانت عاصمة دولة أتيكا الموحدة قبل عام 700 ق.م. وسكانها من الأيونيين. والمدينة عند نشأتها كانت عبارة عن بيوت من الطين والقش وشوارعها غير مرصوفة. وكانت في عصرها أقل حجماً من المدن الحضارية القديمة. فلم تكن تتعدى مساحة قرية صغيرة. إلا أنها كانت دولة تدار بطريقة ديموقراطية بواسطة مجلس الجماهير (الإكليسيا). وكان ينتخبه أهلها بالاقتراع. وكانت تدار بها المناقشات وتتخذ القرارات بالتصويت. واهتمت بفن المسرح وكان لها مسرحها في الهواء الطلق. وكان يواجه المدينة الأكروبوليس وهو بيت للآلهة فوق جبل. وكانت مركزاً للحضارة الميسينية في العصر البرونزي الأخير. وفي عهد حاكمها بريكليس كانت مدينة الفنون والثقافة. وظلت مدرسة للثقافة حتي سنة 529 ق.م. حيث ظهرت بها التراجيديات والكوميديات الإغريقية الشهيرة. وقد هاجمها الفرس[ ؟ ] عام 490 ق.م. وانتصرت عليهم براً في معركة ماراثون وبحرا في سلاميس عام 480 ق.م.

## الجغرافيا

### علم الأرض
تقع أثينا في أحضان سهول أتيكا الوسطى والتي غالبا ما يشار إليها باسم أثينا أو حوض أتيكا (اليونانية: Λεκανοπέδιο Αττικής). يحد الحوض الكبير أربعة جبال: جبل أيغاليو إلى الغرب، وجبل بارنيثا من الشمال، وجبل بنتلي إلى الشمال الشرقي وجبل هيميتوس إلى الشرق. ويكمن ما وراء جبل أيغاليو سهل ثيرياسن والذي يشكل امتدادا لوسط السهل إلى ناحية الغرب. ويقع خليج سارونيك إلى الجنوب الغربي. جبل بارنيثا هو أطول الجبال الأربعة إذ يرتغع 1413 متر (4636 قدم) عن سطح البحر  والذي دشن كحديقة وطنية.
بنيت أثينا حول عدد من التلال. ليكابيتوس هي أطول تلال المدينة ذاتها، ويطل على حوض أتيكا بأسره. تعتبر جيومورفولوجية أثينا من أعقد الجيولوجيا في العالم بسبب جبالها التي تسبب في الانعكاس الحراري، الظاهرة التي بجانب صعوبة الحكومة اليونانية في السيطرة على التلوث الصناعي، هي المسؤولة عن مشاكل تلوث الهواء في المدينة التي واجهتها في الآونة الأخيرة. وهذه المسألة هي من سمات مدن عالمية أخرى يعانون أيضا من مشاكل انعكاس الجيومورفولوجيا مماثلة مثل لوس أنجلوس ومكسيكو سيتي.

### المناخ

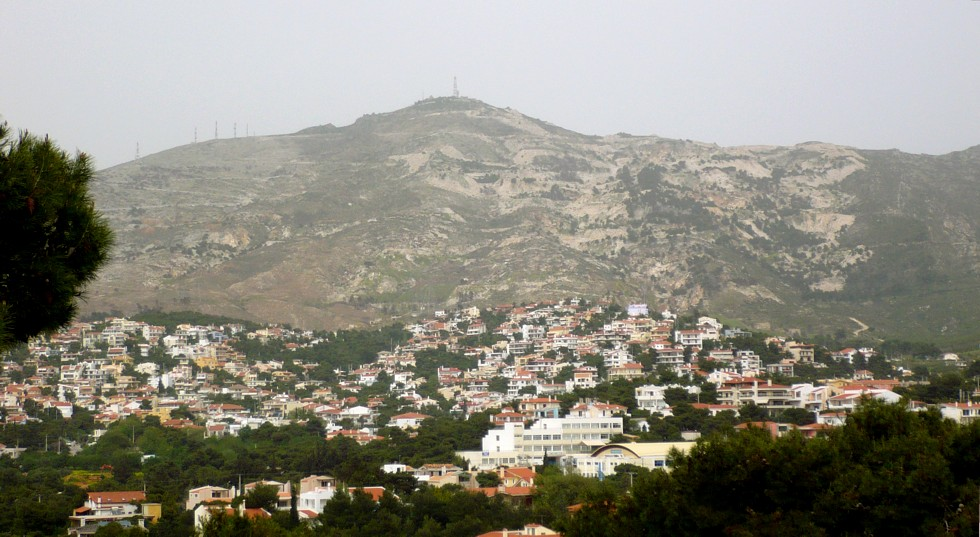
منظر مُطل على أحد جبال أثينا.

تشهد أثينا مناخًا متوسطيًا ذو صيف حار (تصنيف كوبن للمناخ: Csa). السمة الغالبة لمناخ أثينا هي التناوب بين الصيف الحار والجاف لفترة طويلة بسبب الرياح الجافة والحارة التي تهب من الصحراء، والشتاء المعتدل الرطب مع هطول الأمطار المعتدلة، بسبب الرياح الغربية. بمتوسط 433 ملم (17.0 بوصة) من الأمطار السنوية، يحدث هذول الأمطار بشكل كبير بين شهري أكتوبر وأبريل. يوليو وأغسطس هما أكثر الشهور جفافًا بالرغم من حدوث عواصف رعدية قليلة. علاوة على ذلك، تكون المناطق الجنوبية من المدينة حارة وشبه جافة.
بسبب الظل المطري لجبال بيندوس، فإن هطول الأمطار السنوي في أثينا أقل من معظم الأجزاء الأخرى في اليونان، وخاصة غرب اليونان. على سبيل المثال، تتلقى يوانينا حوالي 1300 ملم (51 بوصة) سنويًا، وأغرينيو حوالي 800 ملم (31 بوصة) سنويًا. تبلغ متوسط الحرارة العليا اليومية لشهر يوليو حوالي 34 °مئوية أو 93 °فهرنهايت في وسط مدينة أثينا، قد تكون بعض أجزاء المدينة أكثر سخونة بالنسبة للكثافة العالية للمباني، انخفاض كثافة الغطاء النباتي، خصوصًا في مركز المدينة.

تحمل أثينا الرقم القياسي من قبل المنظمة العالمية للأرصاد الجوية بأعلى درجة حرارة مسجلة في أوروبا حيث بلغت درجة الحرارة 48 °مئوية (118 °فهرنهايت) وذلك كان بتاريخ 10 تموز 1977.
| البيانات المناخية لـوسط المدينة، أثينا (1991–2020)، القصوى (1890–الآن) | البيانات المناخية لـوسط المدينة، أثينا (1991–2020)، القصوى (1890–الآن) | البيانات المناخية لـوسط المدينة، أثينا (1991–2020)، القصوى (1890–الآن) | البيانات المناخية لـوسط المدينة، أثينا (1991–2020)، القصوى (1890–الآن) | البيانات المناخية لـوسط المدينة، أثينا (1991–2020)، القصوى (1890–الآن) | البيانات المناخية لـوسط المدينة، أثينا (1991–2020)، القصوى (1890–الآن) | البيانات المناخية لـوسط المدينة، أثينا (1991–2020)، القصوى (1890–الآن) | البيانات المناخية لـوسط المدينة، أثينا (1991–2020)، القصوى (1890–الآن) | البيانات المناخية لـوسط المدينة، أثينا (1991–2020)، القصوى (1890–الآن) | البيانات المناخية لـوسط المدينة، أثينا (1991–2020)، القصوى (1890–الآن) | البيانات المناخية لـوسط المدينة، أثينا (1991–2020)، القصوى (1890–الآن) | البيانات المناخية لـوسط المدينة، أثينا (1991–2020)، القصوى (1890–الآن) | البيانات المناخية لـوسط المدينة، أثينا (1991–2020)، القصوى (1890–الآن) | البيانات المناخية لـوسط المدينة، أثينا (1991–2020)، القصوى (1890–الآن) |
| الشهر                                                                  | يناير                                                                  | فبراير                                                                 | مارس                                                                   | أبريل                                                                  | مايو                                                                   | يونيو                                                                  | يوليو                                                                  | أغسطس                                                                  | سبتمبر                                                                 | أكتوبر                                                                 | نوفمبر                                                                 | ديسمبر                                                                 | المعدل السنوي                                                          |
| ---------------------------------------------------------------------- | ---------------------------------------------------------------------- | ---------------------------------------------------------------------- | ---------------------------------------------------------------------- | ---------------------------------------------------------------------- | ---------------------------------------------------------------------- | ---------------------------------------------------------------------- | ---------------------------------------------------------------------- | ---------------------------------------------------------------------- | ---------------------------------------------------------------------- | ---------------------------------------------------------------------- | ---------------------------------------------------------------------- | ---------------------------------------------------------------------- | ---------------------------------------------------------------------- |
| الدرجة القصوى °م (°ف)                                                  | 22.6 (72.7)                                                            | 25.3 (77.5)                                                            | 28.9 (84.0)                                                            | 32.2 (90.0)                                                            | 38.4 (101.1)                                                           | 44.8 (112.6)                                                           | 43.0 (109.4)                                                           | 42.6 (108.7)                                                           | 38.6 (101.5)                                                           | 36.5 (97.7)                                                            | 30.5 (86.9)                                                            | 22.9 (73.2)                                                            | 44.8 (112.6)                                                           |
| متوسط درجة الحرارة الكبرى °م (°ف)                                      | 13.3 (55.9)                                                            | 14.2 (57.6)                                                            | 17.0 (62.6)                                                            | 21.1 (70.0)                                                            | 26.5 (79.7)                                                            | 31.6 (88.9)                                                            | 34.3 (93.7)                                                            | 34.3 (93.7)                                                            | 29.6 (85.3)                                                            | 24.4 (75.9)                                                            | 18.9 (66.0)                                                            | 14.4 (57.9)                                                            | 23.3 (73.9)                                                            |
| المتوسط اليومي °م (°ف)                                                 | 10.2 (50.4)                                                            | 10.8 (51.4)                                                            | 13.1 (55.6)                                                            | 16.7 (62.1)                                                            | 21.8 (71.2)                                                            | 26.6 (79.9)                                                            | 29.3 (84.7)                                                            | 29.4 (84.9)                                                            | 25.0 (77.0)                                                            | 20.3 (68.5)                                                            | 15.6 (60.1)                                                            | 11.6 (52.9)                                                            | 19.2 (66.6)                                                            |
| متوسط درجة الحرارة الصغرى °م (°ف)                                      | 7.1 (44.8)                                                             | 7.3 (45.1)                                                             | 9.2 (48.6)                                                             | 12.3 (54.1)                                                            | 17.0 (62.6)                                                            | 21.6 (70.9)                                                            | 24.2 (75.6)                                                            | 24.4 (75.9)                                                            | 20.4 (68.7)                                                            | 16.2 (61.2)                                                            | 12.2 (54.0)                                                            | 8.7 (47.7)                                                             | 15.0 (59.0)                                                            |
| أدنى درجة حرارة °م (°ف)                                                | −6.5 (20.3)                                                            | −5.7 (21.7)                                                            | −2.6 (27.3)                                                            | 1.7 (35.1)                                                             | 6.2 (43.2)                                                             | 11.8 (53.2)                                                            | 16 (61)                                                                | 15.5 (59.9)                                                            | 8.9 (48.0)                                                             | 5.9 (42.6)                                                             | −1.1 (30.0)                                                            | −4.0 (24.8)                                                            | −6.5 (20.3)                                                            |
| معدل هطول الأمطار مم (إنش)                                             | 55.6 (2.19)                                                            | 44.4 (1.75)                                                            | 45.6 (1.80)                                                            | 27.6 (1.09)                                                            | 20.7 (0.81)                                                            | 11.6 (0.46)                                                            | 10.7 (0.42)                                                            | 5.4 (0.21)                                                             | 25.8 (1.02)                                                            | 38.6 (1.52)                                                            | 70.8 (2.79)                                                            | 76.3 (3.00)                                                            | 433.1 (17.06)                                                          |
| متوسط الرطوبة النسبية (%)                                              | 72.0                                                                   | 70.0                                                                   | 66.0                                                                   | 60.0                                                                   | 56.0                                                                   | 50.0                                                                   | 42.0                                                                   | 47.0                                                                   | 57.0                                                                   | 66.0                                                                   | 72.0                                                                   | 73.0                                                                   | 60.9                                                                   |
| المصدر #1: كوزموس، المجلة العلمية للمرصد الوطني لأثينا                 |                                                                        |                                                                        |                                                                        |                                                                        |                                                                        |                                                                        |                                                                        |                                                                        |                                                                        |                                                                        |                                                                        |                                                                        |                                                                        |
| المصدر #2: Meteoclub                                                   |                                                                        |                                                                        |                                                                        |                                                                        |                                                                        |                                                                        |                                                                        |                                                                        |                                                                        |                                                                        |                                                                        |                                                                        |                                                                        |

## التنظيم الإداري

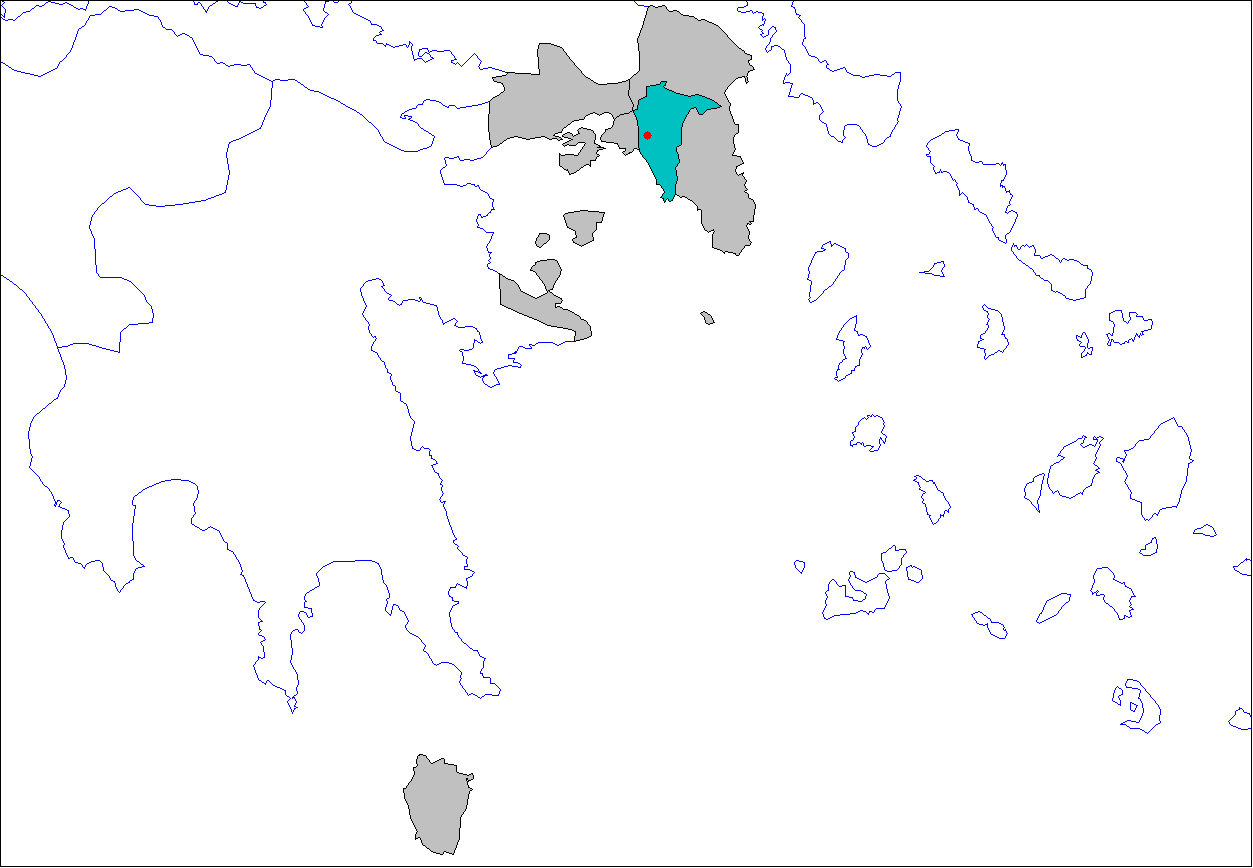
ما كان يسمى بمقاطعة أثينا باللون الأزرق ضمن اقليم أتيكا باللون الرمادي

في عام 1834 أصبحت أثينا عاصمة اليونان بدلا من نافبليو التي كانت عاصمة مؤقتة منذ عام 1829. بلدية أثينا هي أيضا عاصمة إقليم أتيكا، أحد أقاليم اليونان. قد يشير اسم أثينا إلى بلدية أثينا فقط أو إلى أثينا بمجملها (كافة المناطق الحضرية في المدينة) والتي تشكل «مدينة أثينا» الممتدة على طول حوض أتيكا.

### إقليم أتيكا
تغطي مدينة أثينا مساحة 2,928.717 كم2 وتقع ضمن اقليم أتيكا الذي تبلغ مساحته 3,808 كم2. يضم هذا الإقليم المنطقة الأكثر اكتظاظا بالسكان في اليونان، بتعداد سكاني وصل في العام 2011 إلى 3,812,330 نسمة، مع أن هذا الإقليم هو الأصغر بين أقاليم اليونان.
إقليم أتيكا نفسه مقسم إلى ثمان وحدات مناطقية هي:
- مقاطعة شمال أثينا (منطقة حضرية)
- مقاطعة غرب أثينا (منطقة حضرية)
- مقاطعة وسط أثينا (منطقة حضرية)
- مقاطعة جنوب أثينا (منطقة حضرية)
- مقاطعة بيرايوس (منطقة حضرية)
- مقاطعة شرق أتيكا (منطقة مدينة رئيسية)
- مقاطعة غرب أتيكا (منطقة مدينة رئيسية)
- مقاطعة الجزر (جزر)

حتى العام 2010 كونت المناطق الأربع الأولى المذكورة أعلاه التنظيم الإداري الملغي «مقاطعة أثينا» والتي كان يشار إليها ب «أثينا الكبرى». كانت هذه المقاطعة أكثر مقاطعات اليونان كثافة سكانية في ذلك الوقت. ضمَت 2,664,776 نسمة (عام 2011)، على مساحة 361 كم2.

### بلدية أثينا

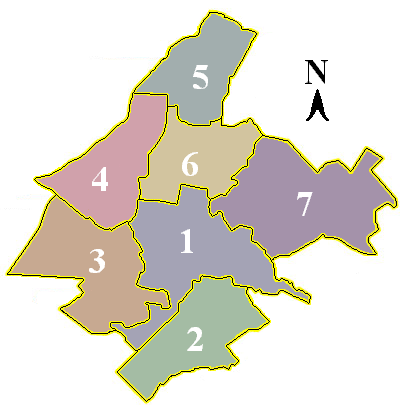
The seven districts of Athens municipality

تعتبر بلدية أثينا الأكثر اكتظاظاً بالسكان في اليونان حيث يبلغ عدد سكانها 655780 نسمة (في عام 2011) وتبلغ مساحتها 39 كم مربع (15 ميل مربع). رئيس بلدية أثينا هو جيورجوس كاماريس. وتنقسم البلدية إلى سبعة دوائر بلدية والتي تستخدم أساساً لأغراض إدارية.:
أهل أثينا لديهم طريقة أكثر شعبية لتقسيم المدينة من خلال أحيائها كباكراتي [الإنجليزية]،أمبيلوكيبي،إكسارشيا [الإنجليزية]،باتيسيا [الإنجليزية]،إيليسيا [الإنجليزية]، بيترالونا [الإنجليزية]،كوكاكي [الإنجليزية]،كيبسيلي [الإنجليزية] ولكل منها تاريخها وخصائصها المتميزة الخاصة.
تشكل بلدية أثينا نواة ومركز «أثينا الكبرى» التي تتكون من بلدية أثينا و34 بلدية أخرى، والتي تنقسم في أربعة وحدات إقليمية كما ذكر سابقا.
| وسط أثينا: | 1. بلدية أثينا | 2. دافني-إميتوس | 3. إيليوبولي | 4. فيروناس | 5. قيصرياني | 6. زوغرافو | 7. غالاتسي | 8. فيلاديلفيا-خالكيدونا |

| شمال أثينا:         |
| 9. نيا إيونيا       |
| 10. إراكليو         |
| 11. ميتامورفوسي     |
| 12. ليكوفريسي–بيفكي |
| 13. كيفيسيا         |
| 14. بينتيلي-ميليسيا |
| 15. ماروسي          |
| 16. فريليسيا        |
| 17. أجيا باراسكيفي  |
| 18. خولارغوس–باباغو |
| 19. خالاندري        |
| 20. فيلوثاي-بسيشيكو |

| غرب أثينا:                 |
| 29. أيغاليو                |
| 30. أغيا فارفارا           |
| 31. خايذاري                |
| 32. بيريستيري              |
| 33. بتروبولي               |
| 34. إيليو                  |
| 35. آغيي أنارغيري–كاماتيرو |

| جنوب أثينا: | 21. غليفاذا | 22. إلينيكون-أرغيروبولي | 23. آليموس | 24. آغيوس ديمتريوس | 25. نيا سميرني | 26. باليو فاليرو | 27. كاليثيا | 28. موسكاتون-طافروس |

## الاقتصاد والبنية التحتية

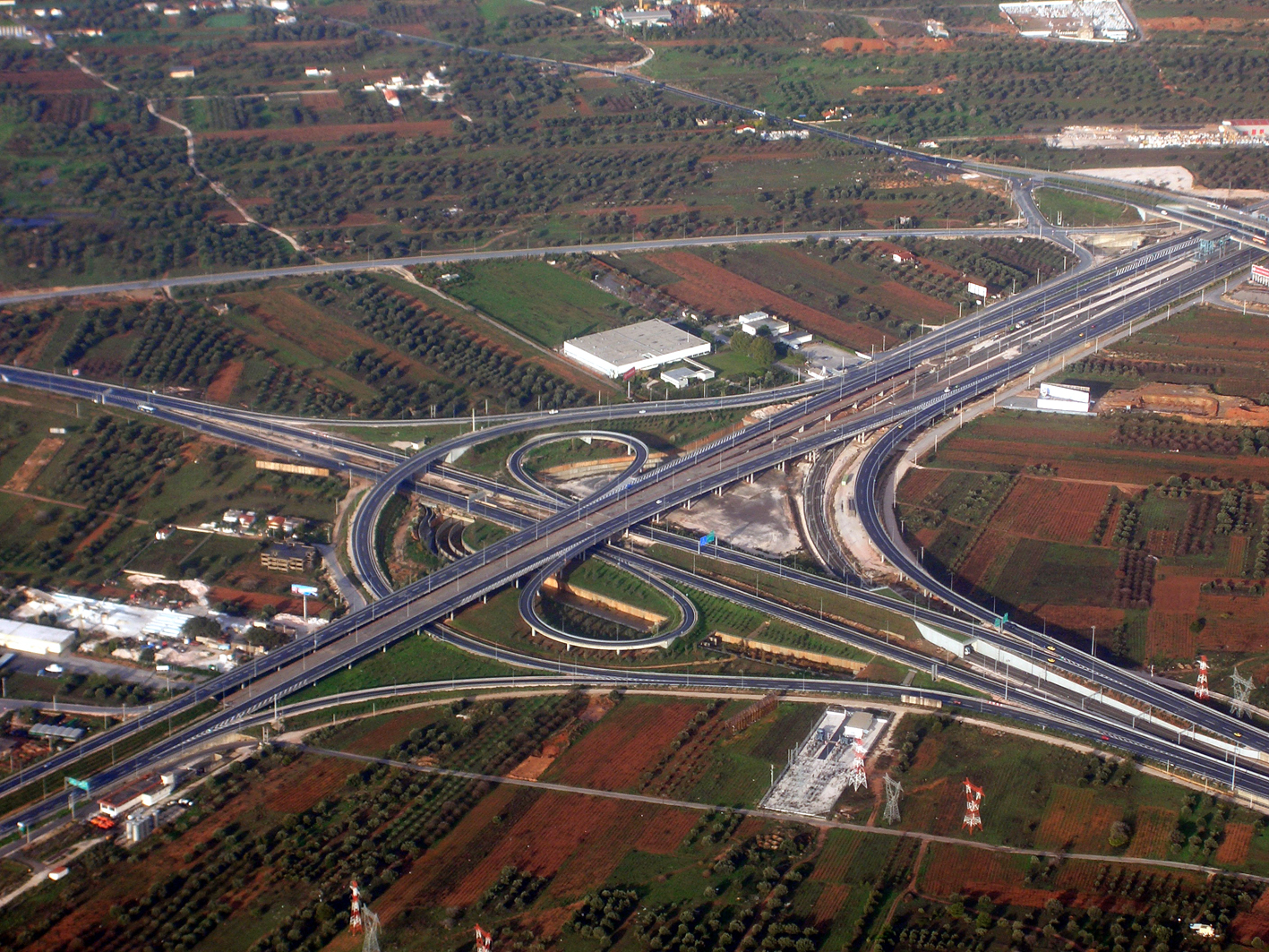
طريق سيار بأثينا

يعتمد اقتصاد المدينة على قطاعات السياحة والبناء وقطاع المصارف وشركات التأمين. من أهم الصناعات: صناعة المنسوجات والجلود والمواد الغذائية والورق والمطبوعات. تتواجد في أثينا حوالي نصف الشركات الصناعية في اليونان. موقع أثينا على الطرف الجنوبي الشرقي لأوروبا أكسبها أهمية تجارية مع دول الشرق الأوسط والشرق عموماً. استفاد القطاع المصرفي من دخول اليونان لإتحاد اليورو الأوروبي عام 2001، حيث سهلت شروط الاقتراض وخفضت الفائدة، استطاع كثير من اليونانيين في هذه الفترة من الاقتراض وامتلاك عقارات خاصة. كما ساهمت الألعاب الأوليميبية الصيفية عام 2004، التي أقيمت في أثينا، من تحسين البنية التحتية فيها، وخاصة تلك المتعلقة بالمواصلات العامة. حيث تم افتتاح مطار دولي جديد للمدينة عام 2001، يبعد حوالي 25 كم عن مركز المدينة، وتدشين أول خط قطارات تحت أرضي (مترو) قبل بداية الألعاب مباشرة. أضف إلى ذلك افتتاح العديد من الملاعب والصالات الرياضية. النهضة العمرانية وتوفر فرص العمل في بداية القرن الحادي والعشرين غير طويلة الأمد، كما يدعي المعارضون. يطالب بعض الاقتصاديون بتحسين النظام الضريبي وخصخصة الشركات العامة في البلاد. أثينا هي نقطة تقاطع طريقين سريعين رئيسين، يربطان البلاد من شمالها إلى جنوبها وإلى غربها. يقع ميناء أثينا في منطقة بيراوس جنوب المدينة.

## السكان

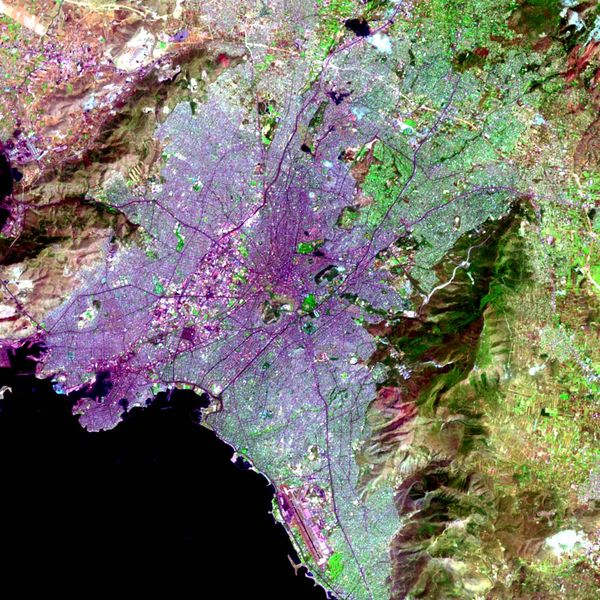
منطقة أثينا الحضرية من الفضاء

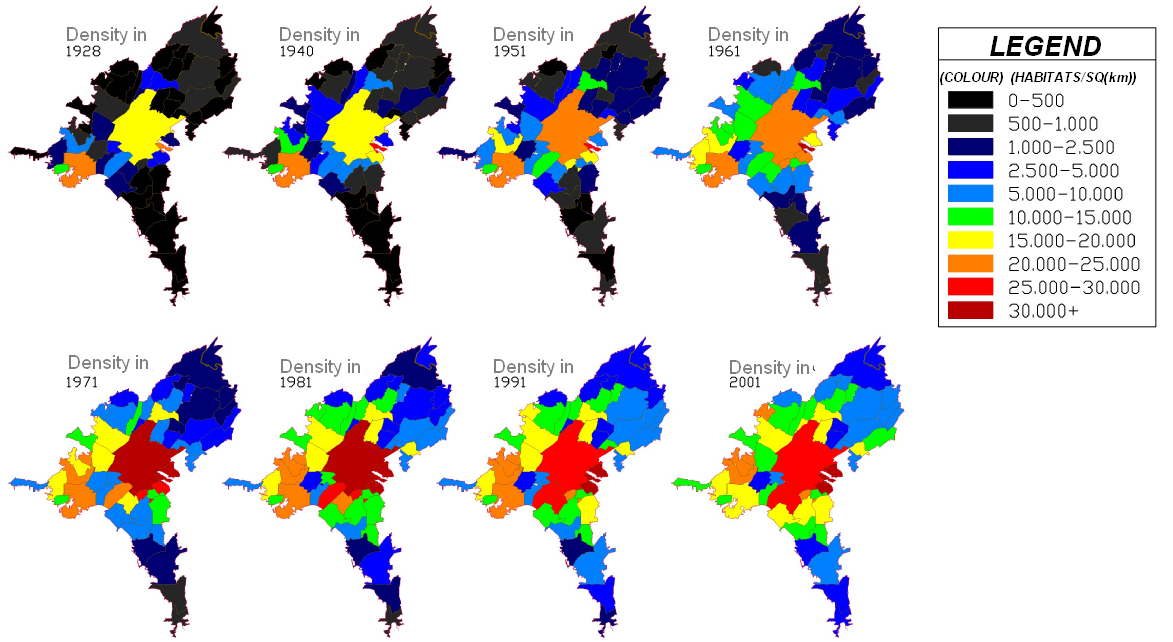
رسم يوضح توزيع السكان في أثينا

يبلغ تعداد السكان الرسمي في نطاق بلدية أثينا 655,780 نسمة  ومع وحدات الأقاليم الأربعة التي تُشكل بما يُعرف بأثينا الكبرى 2,625,090 نسمة ومع أقليم بيرايوس (بيريه الكبرى) تُشكل منطقة حضرية كثيفة في أثينا ويبلغ تعدادها السُكاني 3,074,160 نسمة عام 2011.
| السنة                                                        | تعداد سكان المدينة | تعداد المنطقة الحضرية | تعداد التجمع الحضري |
| ------------------------------------------------------------ | ------------------ | --------------------- | ------------------- |
| 1833                                                         | 4,000              | –                     | –                   |
| 1870                                                         | 44,500             | –                     | –                   |
| 1896                                                         | 123,000            | –                     | –                   |
| 1921 (قبل "اتفاقية التبادل السكاني بين اليونان وتركية 1923") | 473,000            | –                     | –                   |
| 1921 (بعد "اتفاقية التبادل السكاني بين اليونان وتركية 1923"  | 718,000            | –                     | –                   |
| 1971                                                         | 867,023            | –                     | –                   |
| 1981                                                         | 885,737            | –                     | –                   |
| 1991                                                         | 772,072            | –                     | 3,444,358           |
| 2001                                                         | 745,514            | 3,165,823             | 3,761,810           |
| 2011                                                         | 655,780            | 3,074,160             | 3,737,550           |

## معالم المدينة والثقافة

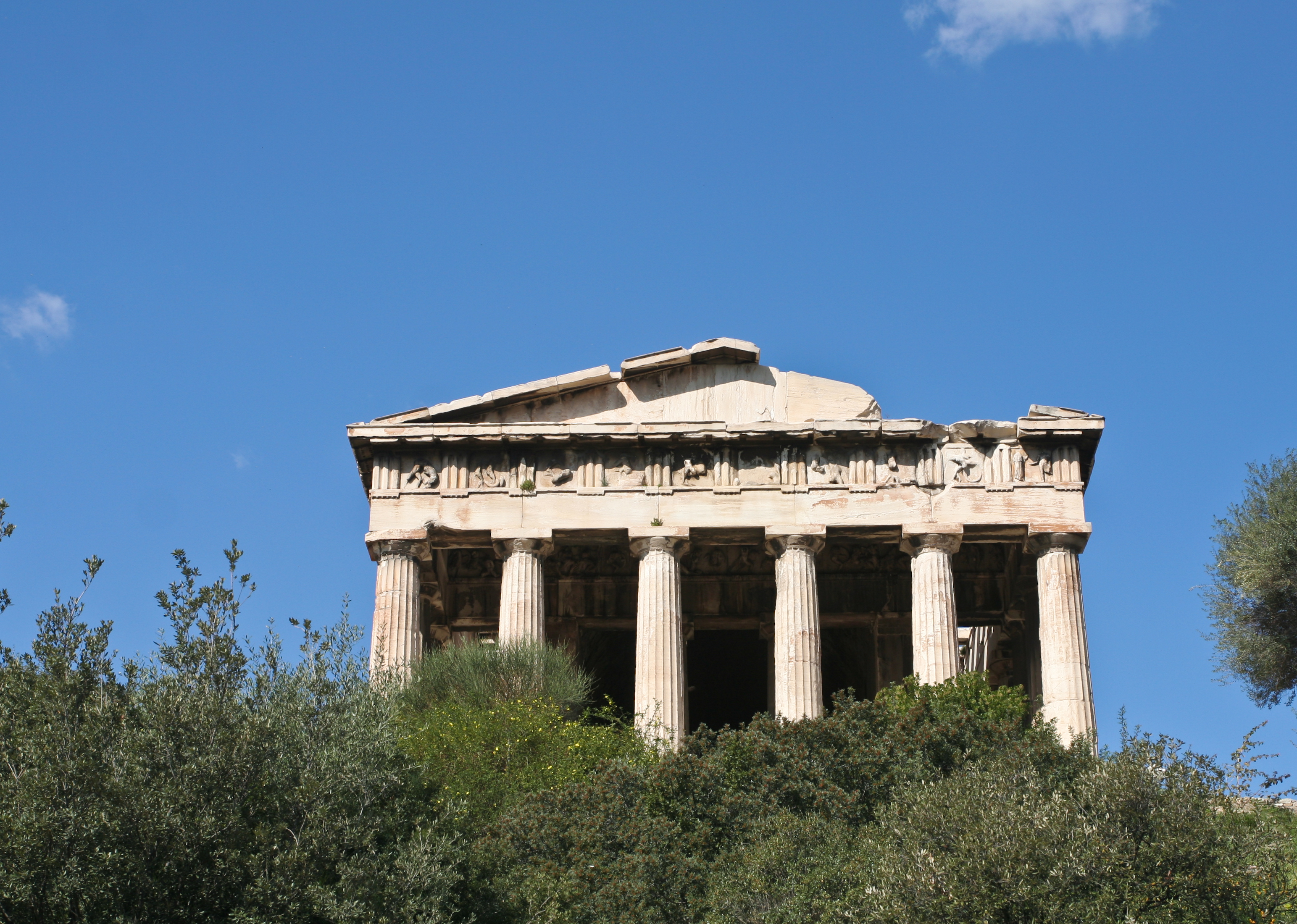
معبد في الأغورا

- الأكروبوليس: قلعة إغريقية مهمة، تعد إحدى أشهر معالم أثينا واليونان قاطبة.
- أغورا: معبد إغريقي ما زال محافظاً على جزء كبير من بنائه.
- كيراميكوس: سور المدينة، يحتوي على عدة بوابات.
- بنيكس: تلة تقع على غرب الأكروبوليس، كانت مكان اجتماع العامة للتشاور في العصور القديمة.
- مسرح ديونيسوس: كانت تعرض عليه العروض المسرحية.
- ميدان أمونيا

### الأثار
بارثينون: معبد للإلاهة آثينا بالأكروبوليس.

### المتاحف

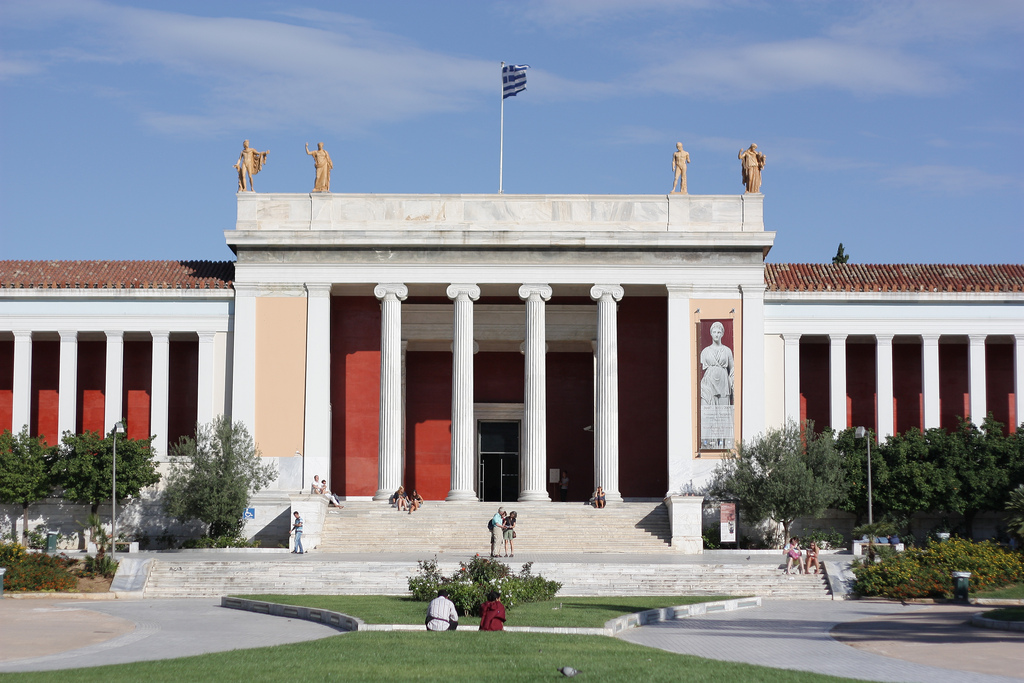
متحف الآثار الوطني في وسط أثينا

- متحف الآثار الوطني: أكبر متحف أثري في البلاد وواحد من أهم المتاحف دوليًا حيثُ أنه يحتوي على مجموعة واسعة من الآثار والتحف وتغطي فترة زمنية يزيد عُمرها عن 5,000 سنة، من أواخر العصر الحجري الحديث حتى فترة اليونان الرومانية.
- متحف الفن البيزنطي المسيحي: وهو أحد أهم متاحف الفن البيزنطي.
- متحف أكروبوليس: أفتتح في عام 2009، بديلًا عن المتحف القديم «بنفس الأسم». وقد أثبت المتحف أنه مكان جذب كبير فقد زاره ما يقارب من مليون شخص خلال فترة الصيف يونيو-أكتوبر 2009. وهناك عدد من المتاحف الصغيرة والمملوكة للقطاع الخاص التي ترُكز على الثقافة اليونانية وفنونها.
- متحف بيناكي: تأسس سنة 1931 على يد جامع التحف الفنية انطونيوس بيناكي بعدما تمكن من جمع مجموعة من التحف الثمينة على مدار 36 سنة وهبها إلى الدولة اليونانية في حفل حاشد عظيم حضره رئيس الجمهورية أنذاك ألكسندروس زيميس.

### السياحة
كانت أثينا وجهة للمُسافرين مُنذ العصور القديمة. تحسنت البنية التحتية والخدمات في المدينة على مدى العقد الماضي ويرجع ذلك جُزئيًا إلى محاولة المدينة الناجحة باستضافة دورة الألعاب الأولمبية لعام 2004. قامت الحكومة اليونانية وبمساعدة من الاتحاد الأوروبي بتمويل مشاريع البنية التحتية الرئيسية مثل مطار أثينا الدولي، توسيع نظام مترو أثينا  والطريق السريع الجديد أتيكي أودوس.

### الترفيه والفنون المسرحية
أثينا هي موطن لأكثر من 148 مسرح وهو أكثر من أي مدينة أخرى في العالم، من أشهر مهرجانات المدينة هو مهرجان أثينا الذي يمتد من مايو إلى أكتوبر من كل عام. أثينا تحتوي على دور سينما مفتوحة في الهواء الطلق بالإضافة إلى صالات الموسيقى، بما في ذلك قاعة حفل أثينا، التي يستقطب الفنانين من جميع أنحاء العالم. وقبة أثينا القبة السماوية التي تسمى بلانتاريوم وهي واحدة من أكبر القاعات الرقمية ومن الأفضل تجهيزاً في العالم وتقع في شارع أندريا.

### الرياضة
أثينا لديها تاريخ طويل في مجال الرياضة والأحداث الرياضية، وخدمة وطنية للأندية الأكثر أهمية في الرياضة اليونانية
وفيها عدد كبير من المرافق الرياضية . وقد استضافت المدينة مجموعة من الأحداث الرياضية ذات الأهمية الدولية .

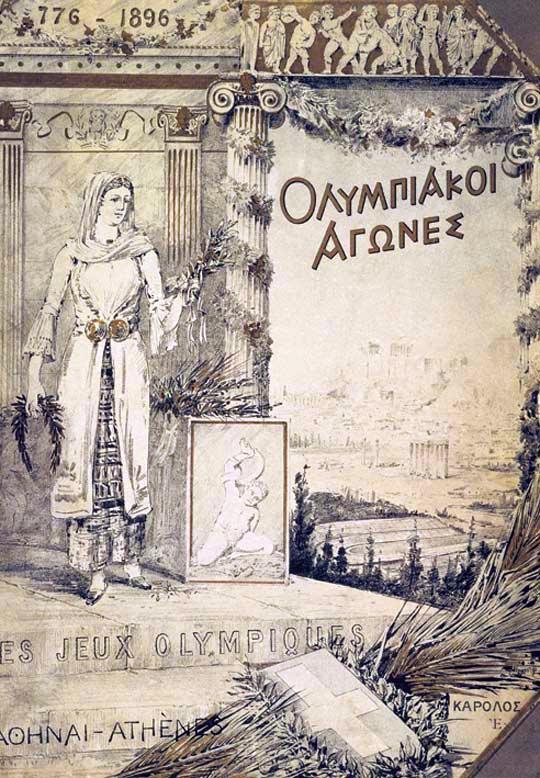
الملصق الخاص بدورة الألعاب الأولمبية الصيفية عام 1896

واستضافت أثينا دورة الألعاب الأولمبية الصيفية مرتين، في 1896 و2004.
تم تطوير الاستاد الأولمبي في أثينا، التي اكتسبت منه سمعة باعتبارها واحدة من أجمل الملاعب في العالم
و الآن هو من المعالم الأثرية الحديثة الأكثر إثارة للاهتمام وأكبر ملعب في البلاد، إلا أنه لم تستضف إلا دورتين من نهائي دوري أبطال أوروبا في عام 1994 و2007
، وتقع في منطقة بيريوس، هو استاد ستعقب المباراة، الرياضة والترفيه المعقدة، مجموعة من UEFA لعام 1971 كأس الكؤوس النهائي. في عام 2004 كانت اليونان فازت في الكأس الوطني لكرة القدم فريق في كأس الاتحاد الأوروبي الهائيات

الشعلة الأولمبية أثناء حفل افتتاح دورة الأولمبيات الصيفية 2004

كانت في البرتغال وفي التعادل النهائي فاز على البرتغال الدولة المضيفة 01:00 .
واستضافت أثينا نهائي الدوري الأوروبي ثلاث مرات، الأولى في عام 1985 والثانية في عام 1993، ومرة الثالثة في عام 2007 في القاعة الأولمبية الداخلية
وقد استضافت أحداث رياضية أخرى مثل ألعاب القوى وكرة الطائرة وكرة الماء وما إلى ذلك، في مناطق العاصمة .
منطقة أثينا يشمل مجموعة متنوعة من التضاريس، لا سيما التلال والجبال ارتفاع في جميع أنحاء المدينة، والعاصمة هي المدينة الرئيسية الوحيدة في أوروبا التي كتبها شطر سلسلة جبال.
أربع سلاسل جبلية تمتد إلى حدود المدينة وعلى بعد آلاف الأميال من مسارات شتى انحاء المناطق المجاورة والمدينة، وتوفير التمارين الرياضية والحصول على الأقدام البرية والدراجة.
خارج أثينا وعبر ولاية أتيكا، الأنشطة في الهواء الطلق تشمل التزلج، وتسلق الصخور، القفز المظلي وركوب الأمواج .

## التعليم

### الجامعات والمعاهد العليا
توجد في أثينا جامعتان كبيرتان هما:

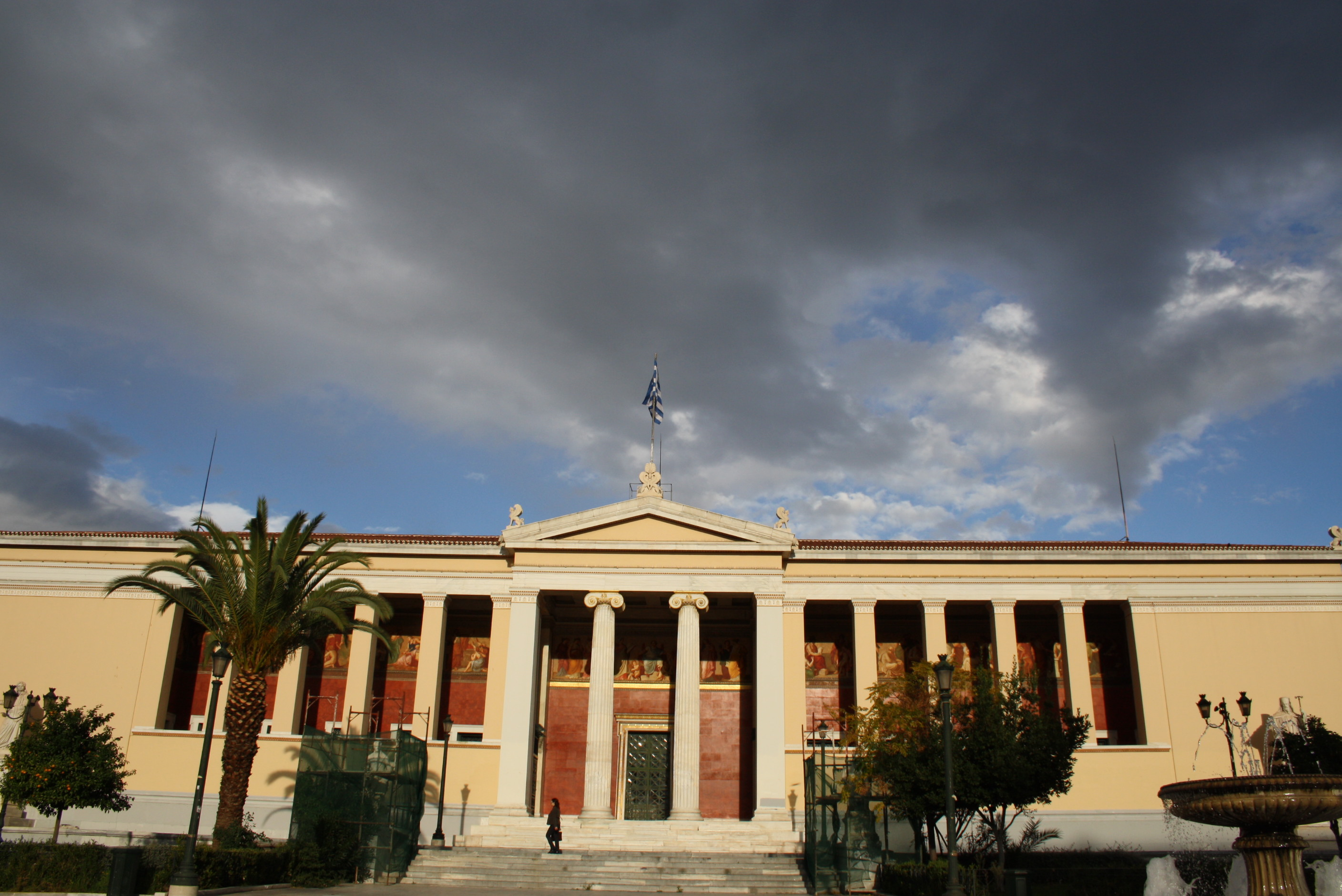
جامعة أثينا الكابوديسترياكو

- جامعة أثينا الكابوديسترياكون والوطنية (Εθνικό και Καποδιστριακό Πανεπιστήμιο Αθηνών)، التي تعرف أيضا تحت اسم «جامعة أثينا»
- جامعة أثينا التقنية الوطنية (Εθνικό Μετσόβιο Πολυτεχνείο)

كما أن هناك العديد من الكليات والمعاهد العليا الأخرى.

## البيئة
في أواخر 1970، كانت أثينا شديدة التلوث مما جعل سلطات المدينة تتخذ سلسلة من التدابير في 1990 أدى إلى تحسين نوعية الهواء، وتقليل ظهور الضباب الدخاني. تحسنت إدارة النفايات الرئيسية نتيجة الجهود المبذولة في العقد الأخير مما أدى إلى تحسين المياه في خليج سارونيك.

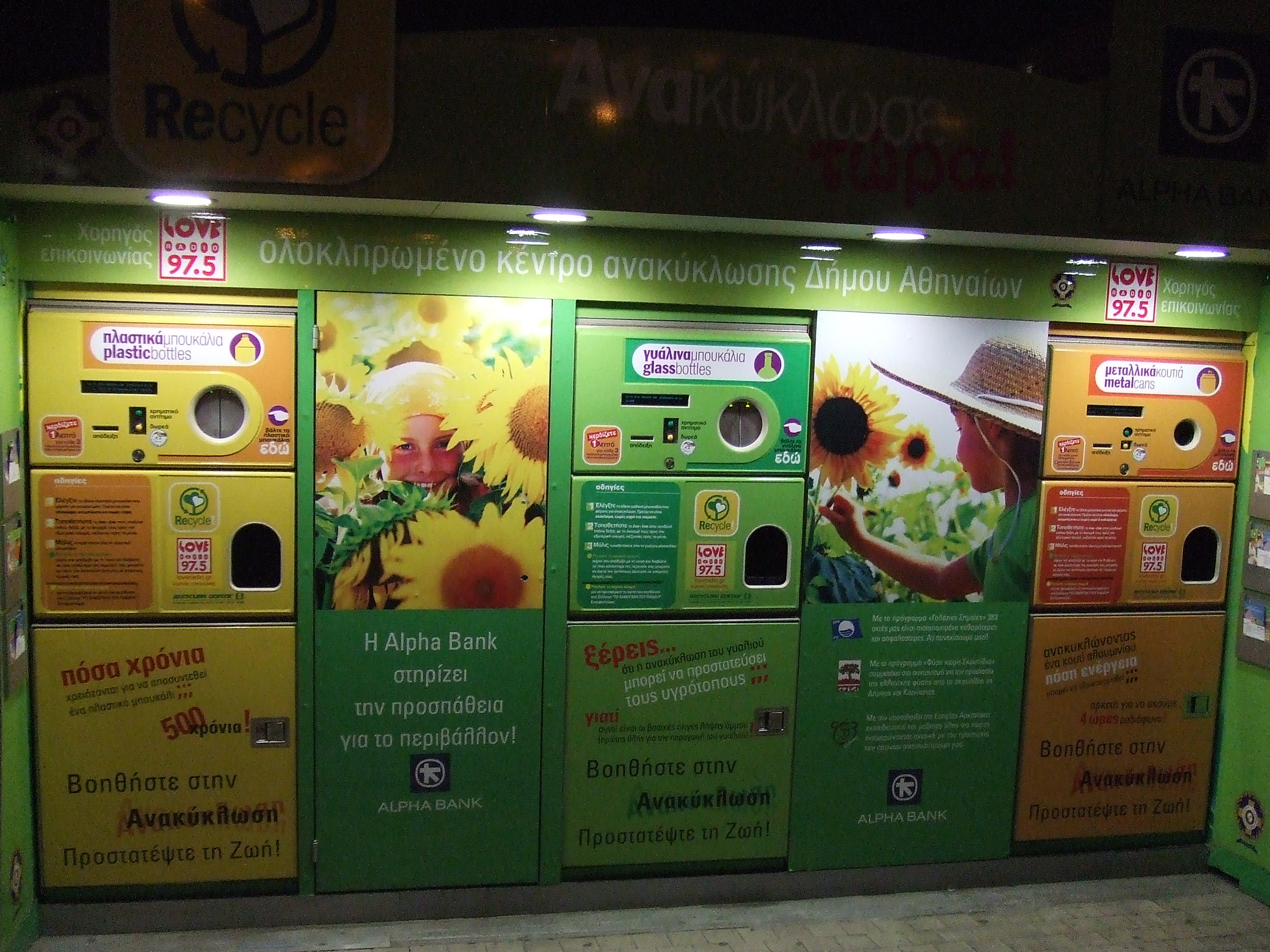
آلة إعادة تدوير النفايات في أثينا

## النقل والمواصلات
تتمتع بشبكة ممتازة من وسائل النقل العمومية، حيث تتيح لك تذكرة واحدة التنقل عن طريق المترو والقطار والترام والحافلة لعددٍ غير محدود من المرات داخل «أثينا» لمدة 90 دقيقة أو 24 ساعة أو 3 أيام بحسب نوع التذكرة. وقد تم تحديث «نظام مترو أثينا» الجديد ويُعد الآن وسيلة حديثة ومُنظمة للتنقل. يضم ثلاثة خطوط تقصد ثلاث ضواحي مختلفة. أما خط السكة الحديدية فيسير من «بيريوس» إلى المطار ولكن لا تملك اليونان شبكة ممتدة من السكك الحديدية. كما أن «ترام أثينا» هو جديدٌ أيضاً ويربط المدينة بالضواحي الجنوبية مع وصلات مع «نظام المترو». وتتضمن شبكات النقل العام في «أثينا» مزيجاً من الحافلات والقاطرات المختلفة تشرف عليها «هيئة النقل المدني» وتصل الحافلات إلى أي مكان تقريباً. كما تتوفر سيارات الأجرة وهي معقولة التعرفة ولكن احذر من بعض أعمال الاحتيال. لا يُنصح بركوب الدراجات في «أثينا» نظراً للازدحامات المرورية وعدوانية بعض السائقين وأيضاً بسبب افتقار المدينة للمرافق والإمكانيات الخاصة بالدراجات.

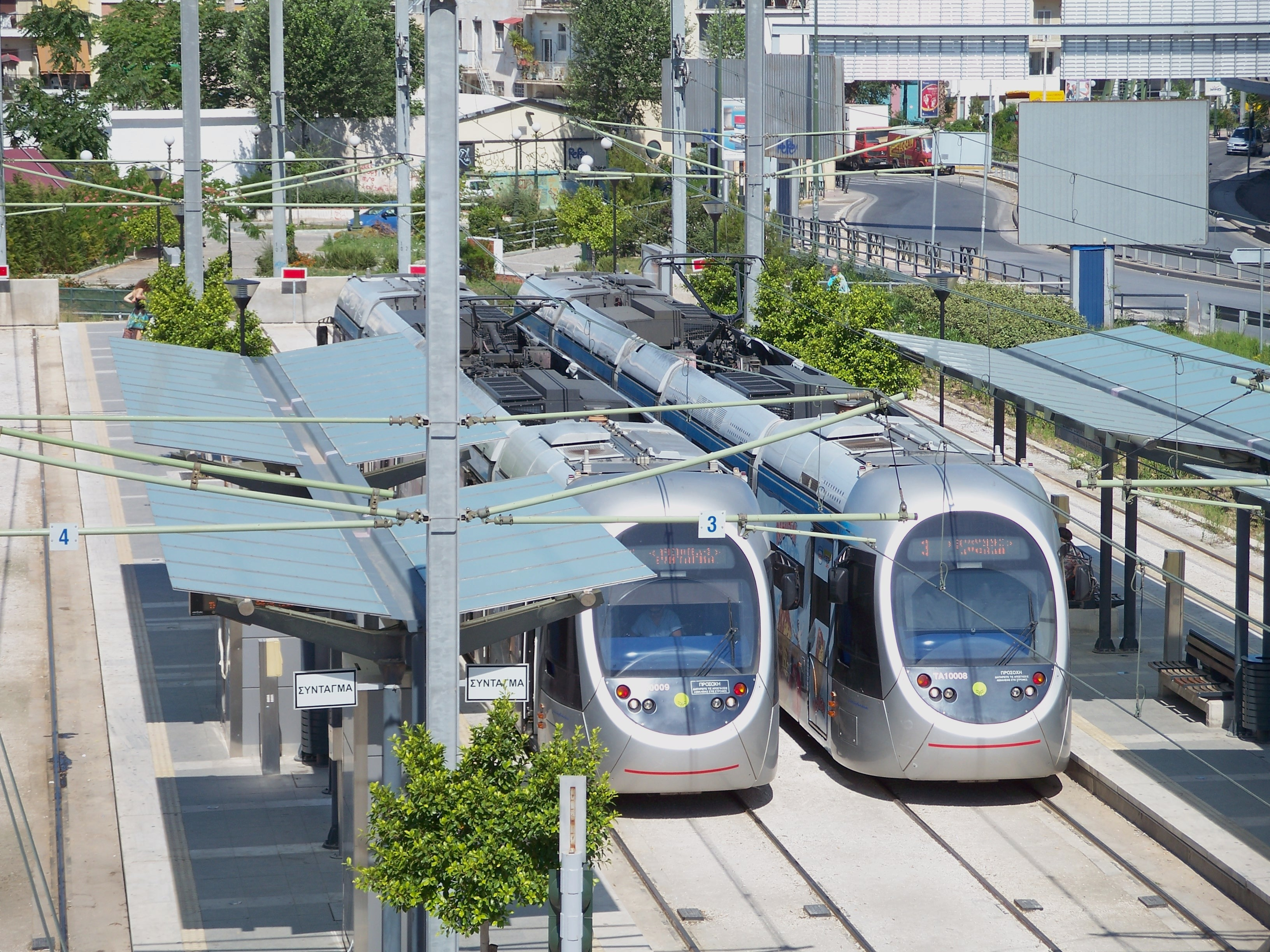
الترام الحديث في أثينا

## توأمة
| - برشلونة، إسبانيا (1999) - بوغوتا، كولومبيا - بكين، جمهورية الصين الشعبية (2005) - بيروت، لبنان - بيت لحم، فلسطين (1986) - بوخارست، رومانيا - شيكاغو، الولايات المتحدة (1997) - قوسقو، بيرو (1991) - أسطنبول، تركيا | - لوس أنجليس، الولايات المتحدة (1984) - موسكو، روسيا - نابولي، إيطاليا - نيقوسيا، قبرص (1988) - سيول[ ؟ ]، كوريا الجنوبية (2006) - تيرانا، ألبانيا - واشنطن العاصمة، الولايات المتحدة (2000) - يريفان، أرمينيا (1993) - ليوبليانا، سلوفينيا - أمستردام، هولندا |

## مدن ومقاطعات أخرى بنفس الاسم
الولايات المتحدة
- آثنز، ألاباما
- أثينز، أوهايو
- مقاطعة أثينز، أوهايو
- أثينا، تكساس

و غيرها الكثير من المدن.